# Alice Kundert
Alice Kundert (* 23. Juli 1920 im Campbell County, South Dakota; † 10. Juni 2013 in Mobridge, South Dakota) war eine US-amerikanische Lehrerin und Politikerin (Republikanische Partei).

## Werdegang
Alice Kundert wurde 1920 als eines von neun Kindern von Otto John Kundert (1888–1950) und seiner Ehefrau Maria L. (1890–1976), geborene Rieger, auf einer Farm im Campbell County geboren, die zwischen den Gemeinden Java und Mound City lag. Sie hatte fünf Brüder und drei Schwestern, darunter Gustav O. „Gust“ (1913–2000), Victor E. (1915–1979), Herbert A. (1917–1980), Otto Robert (1918–2006), Hilda Helen (1921–1922) und Frieda (1930–2011). Über ihre Kindheit ist nichts bekannt. Kundert graduierte an der Java High School und besuchte dann die Northern Normal School. Ihre Schulzeit war von der Weltwirtschaftskrise überschattet und die Folgejahre vom Zweiten Weltkrieg. Nach ihrem Studium war sie als Lehrerin tätig.
Kundert verfolgte eine politische Laufbahn. In ihrem ersten politischen Amt fungierte sie als stellvertretender Superintendent of Schools vom Campbell County. Danach wurde sie in den Stadtrat und in den Schulausschuss gewählt. In der Folgezeit war sie County Clerk vom Campbell County und Reigster of Deeds. Kundert war von 1969 bis 1979 State Auditor von South Dakota, von 1979 bis 1987 Secretary of State von South Dakota und von 1990 bis 1994 Mitglied im Repräsentantenhaus von South Dakota.
Im Februar 1986 hatte sie in Mound City ihre Kandidatur für den Posten des Gouverneurs von South Dakota verkündet, wo sie 3 Jahrzehnte zuvor unterrichtet hatte. Nach American News war sie die erste Frau seit 1946, welche für den Posten des Gouverneurs kandidierte. Sie verlor die republikanischen Vorwahlen gegenüber George S. Mickelson, welcher später auch die Gouverneurswahlen gewann.
Nach dem Ende ihrer Amtszeit als Secretary of State reiste sie von Schule zu Schule im Staat, um mit den Studenten über die Einhundertjahrfeier von South Dakota im Jahr 1989 zu sprechen. Kundert war auch bei den South Dakota Teenage Republicans aktiv.

## Trivia
Ihr Vater und ihr Bruder Gust saßen ebenfalls im Repräsentantenhaus von South Dakota.
Kundert ging in der Politik mit gutem Beispiel voran. Für sie spielte es keine Rolle, ob man ein Republikaner oder ein Demokrat war. Jeder hatte ihren Respekt.
Der Gouverneur von South Dakota Dennis Daugaard sagte nach ihrem Tod folgendes über sie:

“Alice Kundert was a South Dakota institution for decades. Perhaps her most lasting legacy is her work with young people, which inspired many to follow her into public service.”

„Alice Kundert war Jahrzehnte lang eine Institution in South Dakota. Vielleicht ist ihr größtes Vermächtnis ihre Arbeit mit den jungen Leuten, von denen sie viele dazu inspiriert hatte in den öffentlichen Dienst zu gehen.“

Des Weiteren ordnete Gouverneur Daugaard Trauerbeflaggung am South Dakota State Capitol in Pierre (Hughes County) für den Tag ihrer Beerdigung am Donnerstag, den 13. Juni 2013, an.